# Hans Peter von Vaernewyck

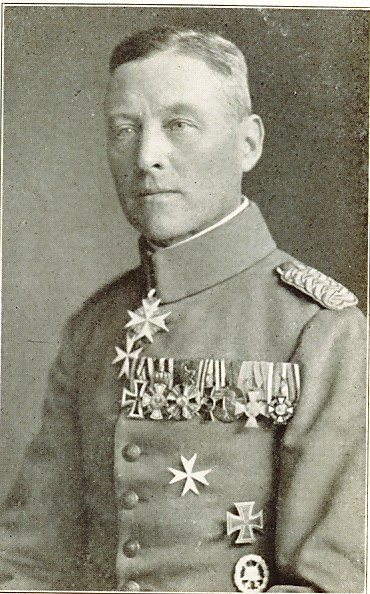
Major Hans Peter von Vaernewyck

Hans Peter von Vaernewyck (* 2. Januar 1874 in Bremen; † 23. Januar 1971 in Penzberg) war ein preußischer Offizier, der im Ersten Weltkrieg kämpfte. Er wurde am 18. September 1918 mit dem Orden Pour le Mérite ausgezeichnet. Zudem war er Rechtsritter des Johanniterordens.

## Leben
Hans Peter van Vaernewyck wurde als älteste Kind des Georg Peter Wilhelm van Vaernewyck (* 18. April 1842 in Holzhausen; † 9. Juli 1919 in Wiesbaden) und dessen Ehefrau Johann geborene Graue (* 25. Juli 1851 in Bremen; † 8. Januar 1900 in Prisselwitz) geboren. Er hatte zwei Schwestern und war evangelischer Religion. Er verehelichte sich am 4. Dezember 1919 in Schönow mit Elisabeth von Lettow-Vorbeck (* 7. September 1881 in ebenda). Ihr einziges Kind Mark Peter van Vaernewyck wurde am 1. Juni 1922 in Kolberg geboren. Vermutlich 1932 erfolgte die Namensänderung in von Vaernewyck.
Vaernewyck besuchte Gymnasien in Bremen und Eisenach, wo er 1893 das Abitur ablegte. Danach trat er eine militärische Laufbahn an, 1895 legte er an der Königlich-Preußischen Kriegsschule in Potsdam die Fähnrichsprüfung ab.
Anschließend trat er als Sekondeleutnant in das Infanterie-Regiment „Freiherr von Sparr“ (3. Westfälisches) Nr. 16 in Köln ein. Von 1897 bis 1908 war er Leutnant, ab 15. September 1905 Oberleutnant, beim 8. Lothringisches Infanterie-Regiment Nr. 159 in Mülheim an der Ruhr. Dabei war er von 1906 bis 1908 zur Dienstleistung ins Festungsgefängnis in Straßburg im Elsass kommandiert. 1909 bis 1910 gehörte er etatmäßig dem Festungsgefängnis an. 1911 diente er im Infanterie-Regiment Herzog Ferdinand von Braunschweig (8. Westfälisches) Nr. 57 in Straßburg  und wurde dort am 1. Oktober 1912 zum Hauptmann befördert und Kompaniechef der 9. Kompanie. Mit diesem Regiment zog er 1914 in den Ersten Weltkrieg.
Ab 30. Oktober 1915 diente er beim neu aufgestellten Großherzoglich Badischen Infanterie-Regiment Nr. 185 der 185. Infanterie-Brigade und 185. Infanterie-Division, wo er Kommandeur des 1. Bataillons war. Das Regiment wurde vorrangig an der Westfront, kurzfristig (September, Oktober 1916) aber auch in Galizien eingesetzt. Anschließend verblieb es bis Kriegsende an der Westfront. Infolge der Hunderttageoffensive geriet auch das Infanterie-Regiment Nr. 185 zunehmend unter Druck. In der zeitgenössisch so genannten „Abwehrschlacht zwischen Somme und Oise“ konnte das unter von Vaernewycks Führung stehende 1. Bataillon am 15. August 1918 auf dem Gebiet des Arrondissement Compiègne ein weiteres Vorrücken der französischen Armee verhindern. Am 18. August 1918 wurde von Vaernewyck zum Major befördert. Am 18. September 1918 wurde er mit dem Orden Pour le Mérite ausgezeichnet, einer der höchsten militärischen Auszeichnungen im Deutschen Kaiserreich.
In den 1930er und 40er Jahre wohnte er nach eigenen Angaben in Roßbach, heute ein Ortsteil von Naumburg an der Saale, und bezog als Major a. D. eine monatliche Pension in Höhe von 400 Mark.
Während des Zweiten Weltkriegs diente Vaernewyck nach eigenen Angaben auf seinem Entnazifizierungsbogen bis Ende 1942 im Rang eines Oberstleutnants in Stettin und Riga, danach schied er aus Altersgründen aus der Wehrmacht aus. Bis April 1945 bezog er pro Monat 600 Mark Pension.
1948 war er im Neuen Schloss in Völlinghausen wohnhaft.